# 대이수입법

대이수입법으로 파자한 「大易輸入法」문자

대이수입법(중국어: 大易輸入法)은 타이완의 왕짠제(王贊傑)가 7년간 연구 끝에 발명한 중국어 입력법으로, 창힐수입법과 같이 글자를 조합해 입력하는 방식이다.
대이입력법은 창힐이 입력하는 방식과는 다른 40개의 문자 코드를 사용하는 것으로, 각 문자 집합에는 여러 개의 자근(字根)으로 파자할 수 있다. 많은 운영체제에서 기본으로 갖춰진 중국어 입력 방법이 되었으며, 대다수의 정체자 중국어 키보드에는 대이 코드가 포함되어 있다.
대이는 전통적인 조자 원칙과 필순에 따라, 한 단어와 많은 어휘 개발을 기반으로 개발된 입력 방법으로, 1987년 12월에 처음 발표었을 때, 동시에 단어의 혼합 입력 판본이 소개되었고, 즉시 타이완 언론, 사법부, 직업 교육 부문에서 신속하게 채택되었다.
대이입력법 역시 어휘 입력 모드(대역어고판(大易詞庫版)과 같이)를 제공하여, 글을 쓸 때 어휘적 사고방법으로 입력하기 편하다.
마이크로소프트 윈도우 중국어판에는 대이수입법이 내장되어 사용자가 학습 및 사용에 용이하다. 윈도우 XP 이전의 IMM(Input Method Manager) 아키텍처 시절에는 대이입력법의 보급이 원활했던 시기였다, 2016년 1분기에, 개발사인 대이자신(太易資訊)에서 KSF 아키텍처의 8.0판을 내놓았는데, 단일 문자 3코드 버전과, 30만개의 라이브러리 버전, 완전한 홍콩 보조 문자집 지원이 포함되어 있고, Windows 7/8/10의 32비트와 64비트의 운영 체제에 원활히 사용할 수 있는 것 외에, 휴대용 업계의 유명한 LIME이 안드로이드 플랫폼에서 단일 문자 3코드 버전과 어휘판을, iAccess에서 iOS 단일 문자 3코드 버전을 개발하도록 허가했다. 이 시점에서, 대이수입법의 장기적인 발전이 해결되었다.

## 개념
대이수입법 공식 웹사이트에 의하면, 대이수입법의 개념에는 다음 세 가지 특성이 있다.:
- 용이(容易): 배우고 조작하기 쉽다.
- 불역(不易): 중국어의 전통적 글씨 방식에서 변형하지 않는다.
- 변역(變易): 느린 타자 속도로도 빨리 입력할 수 있고, 이체자 입력에 정체자 출력 대응 기능이 있다.

그리고 설계 개념은 아래와 같다.:
- 중국 문자의 전통과 표현의 원칙에 따라: 대이수입법의 자근(字根, 자형 입력 방식의 중국어 입력기에서 문자의 최소 구성요소)은 전통적인 한자 창제 원리에서 많이 차용되었다. 자근에는 많은 수의 부수가 포함되어 있으며,(예: 女,山,人,金,气,水 등등) 한자 작성에 익숙한 사용자가 한 문자를 다른 자근으로 분리하는 것이 쉽다.
- 중국어 글쓰기 습관과 호환 가능: 대이수입법의 파자 원리는 한자의 획을 쓰는 순서와 거의 일치하다.
- 쉬운 학습: 파자 원리는 전통적인 조자 원칙에 부합하므로, 한자에 익숙한 사용자는 비교적 쉽게 익힐 수 있다. 자근과 키보드 사이의 대응 관계는 쉬운 연관 관계를 가지며 지시되며,[2]메모리 자근표의 시간을 줄일 수 있다.
- 입력 속도가 빠르고 효율성이 높다: 대이수입법 중, 한 글자는 최소 1코드에서 최대 4코드를 가지며, 코드가 중복되어 반드시 코드를 선택해야 할 경우에도 주음수입법 등 보다 훨씬 적다.
- 단자(單字, 한글자)와 어휘(詞彙)를 혼합하여 입력: 대이수입법은 보통 한글자 단위로 입력하지만, 일부 버전의 대이수입법에서는 공통 어휘의 혼합 입력, 즉 어휘를 입력 단위로 한다.

## 버전 연혁
- 1987년 DOS판 Big5 단어 4코드 및 어휘판 발표
- 1993년 윈도우 Big5 단어 4코드 및 어휘판 발표
- 1994년 약 5만자가 포함된 유닉스판 EUC코드(타이완 정부용) 출시
- 1996년 단어 3코드판 발표
- 1997년 UNI-CODE 단어 4호판 발표
- 1999년 대이 2코드-인공지능판 발표
- 2016년 윈도 TSF 아키텍처(Windows 7/8/10, 32/64비트 시스템)에 부합하는 8.0 버전 발표, 단어 3코드/4코드 판에 25,000자 수록, 어휘판에 별도로 30만개 어휘 수록.

## 입력 원리

대이수입법이 적힌 컴퓨터 자판 배열

대이수입법의 코드는 모든 영문자 키 26개와 숫자키 10개, 그리고 "; , . /"의 기호키 4개를 포함하여, 모두 40개의 키에 분포되어 있다.
대이수입법의 입력 규칙은 간략하게 "필순에 따라(依筆順), 머리3·꼬리1 추출(取首三尾一), 큰 코드 추출(取大碼)"로 요약할 수 있다.

### 코드 입력
대이수입법은 최다 4개의 코드까지 입력할 수 있으며, 만약 4개 코드를 초과하는 글자는 처음 3개 코드를 입력하고 마지막 코드를 입력한다.예를 들어,「壓」자를 대이 코드로 파자시 「厂曰月大丶土」(키보드 hdjv.f)의 6개 코드로, 4개 코드를 초과하기 때문에, 처음 3개의 코드와 마지막 코드를 가져와 최종적으로 4코드인 「厂曰月土」(키보드hdjf)가 된다.

### 코드 수 줄이기
만약 연속적이지 않은 필획이 단일 자근을 구성할시, 필획을 초과하여 코드를 가져온다.예를 들어「東」자는 획순으로「一日丨丿乀」이지만, 「木」과「日」의 두 자근으로 파자할 수 있기 때문에, 이 글자의 코드는「木日」이다.(키보드id)

### 획순에 맞추기
코드 순서의 원칙은 글자가 쓰여진 획 순서에 따른다. 예를 들어 「磐」자는 「舟几又石」의 순서로 쓰여지므로, 이 순서대로 파자를 한다. 이 원리는 이해하기 쉬우나, 일부 예외가 있다.
한글자와 그 일부분에, 중간 분리가 되며 좌우대칭 경우, 먼저 중간부분의 자근부터 입력한다.예를 들면 아래와 같다.
- 變：「言糹糹攵」(키보드1ttx)
- 率：「亠ㄠ火十」(키보드ktys)

그러나 대칭의 측면이「木」,「辛」,「王」,「弓」인 경우 획의 순서대로 파자하며,아래 그림과 같다.:
- 攀：「木乂乂手」(키보드ixxg)
- 辦：「立𠂇力十」(키보드ks,s)
- 班：「王丶丿王」(키보드5./5)
- 粥：「匚㇉米㇉」(키보드rb8b)

자근 하나가 다른 자근을 둘러싼 경우, 먼저 주변 자근을 가져오고, 이후 내부 자근을 가져온다.예를 들어 다음과 같다.
- 「圓」문자는 먼저 주변의「囗」문자를 가져오고, 내부의「口目八」를 가져옴으로, 파자된 문자는「囗口目八」의 4개 코드이다. (키보드7o38)
- 「用」문자는 먼저 주변의「冂」문자를 가져오고, 내부의「丰」를 가져옴으로, 파자된 문자는「冂丰」의 2개 코드이다. (키보드mf)

그러나 3면으로 둘러싸고 위가 뚫린 형태인 경우, 먼저 내부 자근을 가져오도록 한다.예:
- 「凶」문자는 먼저 주변의「乂」문자를 가져오고, 내부의「凵」를 가져옴으로, 파자된 문자는「乂凵」의 2개 코드이다. (키보드xw)
- 「幽」문자는 먼저 주변의「幺幺」문자를 가져오고, 내부의「山」를 가져옴으로, 파자된 문자는「幺幺山」의 3개 코드이다. (키보드ttw)

## 자근 코드 확인하기
Windows 95, 98, 2000, XP 운영체제에서, ㄅ(b)반음이 있어, 주음 입력후 대이식 자근을 확인할 수 있다.

### 중복 코드 선택 방식

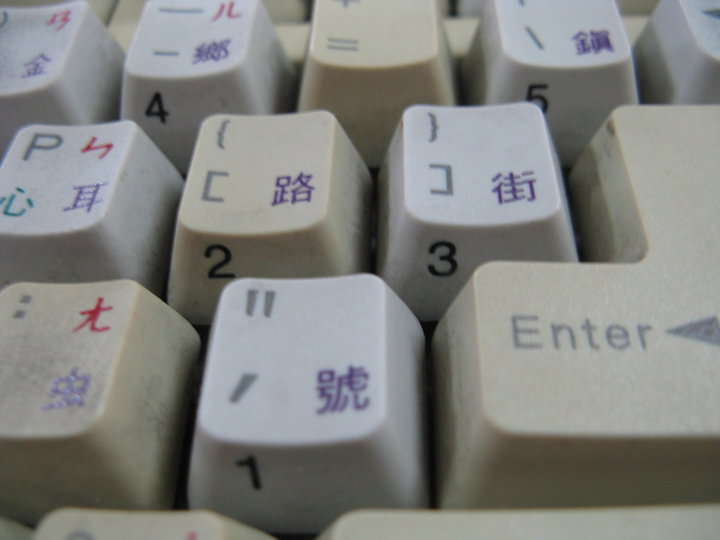
글자선택 키 측면에 아라비아 숫자가 있는 대이 키보드

동일한 문자 코드에 두 개 이상의 문자가 일치하면 중복 코드이다. 대이수입법에도 중복코드가 존재하며, 예를 들어 「鹿鹿」(키보드 cc)를 입력하면, 「比」,「庀」,「麀」,「廘」등의 문자를 얻을 수 있다. 이 시점에서 사용자는 원하는 글자를 선택해서 입력해야 한다. 대이수입법은 원래 「' [ ] - \」 등의 키나 키패드(또는 키패드식 배열의) 숫자키를 선택키로 사용했다. 다른 인
숫자키를 사용하여 문자를 선택하는 다른 입력기와 달리 영문자 「a s d f g」를 사용하여 중복코드의 한자를 선택한다.

## 대이 8.0(Windows 7/8/10 적용)에서 중국어 구두점 및 전각 기호 입력법

### 중국어 구두점 입력을 위한 3가지 방법
- 대이 7.02 버전에서 두 키 입력 모드를 지원하며, 먼저 기호 키를 누른 다음 M키를 누른다.
- 한개 키로 6개의 중국어 구두점(「，」,「。」,「？」,「、」,「；」,「：」)을 입력할 수 있다. (중국 주소 키 「號 路 街 鄉 鎮 巷」를 눌러서 입력할 수 있다.)
- 기존대로 =(전각) 키를 먼저 누른후, 상대 구두점 키를 누른다.

### 전각 기호 입력법
지원되는 전각 기호 유형은 매우 다양하며, 입력할때는 먼저 =키를 누른 다음 기호 키를 누른다. 보다 일반적인 전각 기호는 다음과 같다.
| 字符類別                     | 字符        | 輸入方式            |
| ---------------------------- | ----------- | ------------------- |
| 괄호 및 원숫자               | ㈠ ⑴ ① ❶    | = 1                 |
| 괄호 및 원문자               | Ａ ａ ⒜ ⓐ   | = ⇧ Shift+a, 곧 = A |
| 역경팔괘기호                 | ☯ ☰ ☱ ☲     | = `                 |
| 수학 기호 (32개)             | ～ ∞ Σ √    | = ⇧ Shift+`, 곧 = ~ |
| 수학 기호 (21개)             | ％ ‰ ½ ℃    | = ⇧ Shift+5, 곧 = % |
| 사칙 기호 등 (11개)          | ＋ ÷ ＝ ≠   | = -                 |
| 일본어 히라가나              | あ い う え | = ⇧ Shift+1, 곧 = ! |
| 일본어 카타카나              | ア イ ウ エ | = ⇧ Shift+9, 곧 = ( |
| 그리스 문자                  | α β γ δ     | = ⇧ Shift+2, 곧 = @ |
| 삼각형 기호                  | △ ▲ ▼ ►     | = ⇧ Shift+3, 곧 = # |
| 통화기호                     | ＄ ￥ € ￡  | = ⇧ Shift+4, 곧 = $ |
| 생활 및 공공 상징(33개)      | ☒ ✈ ☎ ☑     | = ⇧ Shift+6, 곧 = ^ |
| 불만자와 태양과 달 천문 기호 | 卍 ☼ ☽ ☄    | = ⇧ Shift+7, 곧 = & |
| 별표 다이아몬드 꽃 기호      | ★ ◇ ■ ✿     | = ⇧ Shift+8, 곧 = * |
| 원형 관련 기호               | ◎ ㊣ © ®    | = ⇧ Shift+0, 곧 = ) |
| 12 별자리                    | ♈ ♉ ♊ ♋ | = /                 |
| 각종 화살표 기호             | ← ↗ ↓ ➸     | = \                 |
| 각종 좌우괄호                | 【 】｛ ｝  | = [                 |
| 각종 낫표                    | 「 」 『 』 | = ⇧ Shift+[, 곧 = { |
| 각종 상하 괄호               | ︵ ︷ ︻ ︹ | = ]                 |
| 십자가 및 음악기호           | ✝ ♩ ♬ ♯     | = ⇧ Shift+], 곧 = } |
| 각종 직사각형 블록           | ▌ ▋ ▊ ▉     | = \|                |

## 모바일 운영체제 지원
모바일 운영체제에는 다른 해결 방안이 있다.

### 안드로이드
안드로이드는 LIME 입력법(萊姆輸入法)을 사용할 수 있다.

### iOS
아이폰은 iAccess 및 자류 키보드(字流鍵盤)를 사용하여 대이수입법에 대한 입력을 제공할 수 있다.

### 윈도우 모바일
윈도우 모바일 6.5 버전 68000 이전에는 바닐라 입력기를 설치하여 사용할 수 있다.，소스 코드

## 파생
- 성흥수입법(盛興輸入法)[10]: 1995년에 발행되었으며, 대이에서 「1 2 3 4 5 6 7 8 9 0 , . / ;」키의 자근인, 「言,牛,目,四,王,車,田,八,足,金,力,舟,竹,虫」및 보조 자근을, 순서대로「Q W E R T Y U I O P A B C D」키와 병합하여, 26개의 자근 키만 사용하는 입력법이다.

## 사용 현황
2011년 보스터(波仕特) 조사 보고서에 따르면, 타이완에서 대이수입법을 사용하는 비율은 2.6%이다.

## 관련 링크

### 학습
- 대이 정보 주식회사(대이수입법)
- 대이수이법 구역
- 양신궈(楊心國) 소학교 대이수입법 교육 웹사이트[깨진 링크]
- 대이수입법 교육 웹사이트(천상빈(陳尚斌) 저)
- 대이수입법 교육 및 공유(쑤한중(陳尚斌) 저) 보관됨 2016-03-04 - 웨이백 머신

### 입력 엔진용 코드 테이블
- gcin에 수록된 대이3코드 CIN 표[깨진 링크]
- OpenVanilla에 수록된 대이4코드 CIN표[깨진 링크](단, 대부분의 상용자는 3코드로 입력이 됨)
- OpenVanilla(0.8및 이전버전)에 첨부된 대이4코드 CIN표(단, 대부분의 상용자는 3코드로 입력이 됨)

## 같이 보기
- 자판 배열
- 현대한어통용자표
- 창힐수입법

## 참고 문헌
- 《大易輸入法：附PE II操作手冊》，작자:王贊傑，출판사:安立資訊股份有限公司，출판일:1988/10
- 《大易輸入法》，작자:王贊傑，출판사:松橋數位，출판일:1995/11/1，ISBN：9789579977517
- 《大易輸入法快速通》，작자:廖榮貴、李幸珍，출판사:文魁，출판일:2005/4/4，ISBN：9789574667598
- 《簡單易學‧快速上手：大易輸入法》，작자:李德茂，출판사:碁峰資訊，출판일:2003/8/20，ISBN：9789864214006
- 《快速學會活用大易輸入法》，작자:頻秀蓮，출판사:科博館，출판일:2002/9/1，ISBN：9789574597093